# Aphnaeus nipalicus
Aphnaeus nipalicus är en fjärilsart som beskrevs av Moore 1884. Aphnaeus nipalicus ingår i släktet Aphnaeus och familjen juvelvingar. Inga underarter finns listade i Catalogue of Life.